# Parabrotulidae
Die Parabrotulidae sind eine nur drei Arten umfassende Familie der Echten Knochenfische (Teleostei). Sie kommen disjunkt in verschiedenen Teilen von Atlantik, Pazifik und Indischem Ozean vor.

## Merkmale
Ihr schuppenloser, maximal sechs Zentimeter langer Körper ist aalartig langgestreckt. Rücken-, After- und Schwanzflosse sind zu einem durchgehenden Flossensaum zusammengewachsen. Die Rückenflosse hat 37 bis 50 Flossenstrahlen, die Schwanzflosse vier bis sechs und die Afterflosse 34 bis 43. Die Brustflossen sind klein, mit sechs bis acht Flossenstrahlen. Bauchflossen fehlen. Das Maul ist klein, der Unterkiefer steht vor. Sie haben zwei Nasenöffnungen an jeder Kopfseite, aber keine Sinnesporen auf dem Kopf. Die Ovarien sind zweilappig. Die Fische werden maximal sechs Zentimeter lang.

## Systematik
Die systematische Stellung der Parabrotulidae war lange Zeit umstritten. Sie galten entweder als Verwandte der Aphyonidae in der Ordnung der Eingeweidefischartigen (Nelson, 2006) oder wurden in die Nähe der Aalmuttern (Zoarcidae) gestellt. Eine im Februar 2017 veröffentlichte molekulargenetische Untersuchung ergab inzwischen, dass sie eindeutig zu den Eingeweidefischartigen gehören. Sie bilden eine monophyletische Klade innerhalb der Familie der Lebendgebärenden Brotulas (Bythitidae), können also keinen Familienrang mehr beanspruchen.

## Gattungen und Arten
- Leucobrotula
  - Leucobrotula adipata Koefoed, 1952
- Parabrotula
  - Parabrotula plagiophthalmus Zugmayer, 1911
  - Parabrotula tanseimaru Miya & Nielsen, 1991